# Psychotria pallescens
Psychotria pallescens är en måreväxtart som först beskrevs av Henry Hurd Rusby, och fick sitt nu gällande namn av Paul Carpenter Standley. Psychotria pallescens ingår i släktet Psychotria och familjen måreväxter. Inga underarter finns listade i Catalogue of Life.